# Condylanthidae
Condylanthidae is een familie uit de orde van de zeeanemonen (Actiniaria). De familie is voor het eerst wetenschappelijk beschreven door Stephenson in 1922. De familie omvat 6 geslachten en 8 soorten.

## Geslachten
- Charisea
- Charisella
- Condylanthus
- Macrocnema
- Pseudhormathia Carlgren, 1943
- Segonzactis